# 羅伯特·斯坦恩
羅伯特·亞瑟·摩頓·斯坦恩（英語：Robert Arthur Morton Stern，1939年5月23日—），美國建築師，也是耶魯大學建築學院的院長（1998年上任）。他常被簡稱為羅伯特·A·M·斯坦恩（Robert A. M. Stern）。有自己的建築師事務所，名稱就叫羅伯特·斯坦恩建築師事務所。他可能是第一位將後現代主義這個字用在建築上面的人，不過他經常稱自己的建築風格為「現代的傳統」。
羅伯特·斯坦恩最著名的建築作品大多是和迪士尼合作的案子，如美國佛羅里達州的the town of Celebration，和Walt Disney feature animation building。在1992年他所參與美國紐約市時代廣場的建築更新計畫也很著名。
羅伯特·斯坦恩曾經主持美國PBS頻道的電視節目《Pride of Place: Building the American Dream》，也出版過不少建築設計的書籍，其中一本書《1930年代的紐約（New York 1930）》並曾獲得美國國家書籍獎的提名。羅伯特·斯坦恩是哥倫比亞大學建築系碩士以及耶魯大學建築系的碩士。